# Občanská válka ve Středoafrické republice
Středoafrická občanská válka je probíhající občanská válka ve Středoafrické republice. Začala 10. prosince 2012 povstáním muslimského hnutí Séleka, které 18. prosince dobylo významné město Bria. Dne 24. března 2013 padlo do rukou povstalců hlavní město Bangui a následně většina země. Zbývající vládní síly však získaly mezinárodní podporu a v zemi se rozmohlo křesťanské hnutí Anti-Balaka, které na přelomu let 2013 a 2014 ovládlo většinu Bangui, zůstalo zde však obklíčeno mnoha muslimskými a provládními skupinami. Séléka se v roce 2014 rozpadla nejprve na FPRC a UPC a poté na mnoho dalších skupin, z nichž nejvýznamnější jsou RPRC, MLCJ a MPC. V roce 2016 zahájila svržená vláda znovudobývání území včetně hlavního města od Antibalaky i muslimských frakcí. Bangui byla kompletně vyčištěna od Antibalaky v roce 2020, od bývalé Séleky o rok později. Dne 22. března vládní síly znovuovládly za cenu jediného mrtvého povstalce město Bria, do té doby rozdělené mezi jednotlivé frakce. V současnosti (listopad 2022) vládní síly ovládají většinu západní části země (dříve okupovanou Antibalakou a jejími odštěpenci) a pronikají i na severovýchod, který dosud ovládaly skupiny z bývalé Séléky.

## Seznam bitev a ofenzív v průběhu války
První bitva o Bangui (2013)
Operace Sangaris (Francouzská intervence 2013-2016)
Druhá bitva o Bangui (2013-2020)
Boje o Bangassou (2017)
Boje o Batangafo (2018)
Bitva o Bakouma (2018-2019)
Boje o N'Délé (2020)
Boje o Bambari (2019)
Třetí bitva o Bangui (2021)
Útoky v severovýchodní Středoafrické republice (2022)
Boje o Gadzi (2022)
Útok na Haute-Kotto (2024)